# Nikolay Mikhailovich Korkunov
Nikolay Mikhailovich Korkunov(26 de Abril de 1853,São Petersburgo — 10 de Dezembro de 1904, São Petersburgo) — foi um jurista, advogado, filósofo do direito, e professor de direito constitucional e internacional. Lecionou na Universidade de São Petersburgo, na Academia Jurídica Militar, e em outras instituições acadêmicas. É reconhecido pelo seu desenvolvimento sociológico de jurisprudência.

## Biografia
Nasceu no dia 26 de Abril de 1853, filho de Mikhail Andreevich Korkunov (1806-1858), um proeminente historiador e arqueólogo Russo, acadêmico da Academia Imperial de Ciências de São Petersburgo. Sua irmã Maria foi autora de vários livros médicos.
Se formou no Primeiro Ginásio de São Petersburgo em 1870.
Em 1874, formou-se na faculdade de direito da Universidade de São Petersburgo, recebendo uma medalha de ouro por seu trabalho em direito constitucional.
Em 1876, tornou-se professor de direito no Liceu Alexandrov, e em 1878 na Universidade de São Petersburgo (foi nomeado diretor do departamento de direito constitucional após a morte de A.D. Gradovsky). A partir de 1879, foi professor de direito constitucional comparado e de fundamentos do direito internacional na Academia Jurídica Militar.
Em 1893, ele defendeu sua tese de mestrado em direito internacional na Universidade Yurievsky (Dorpat), e o no ano seguinte obteve o seu doutorado na Universidade de São Petersburgo, onde posteriormente tornou-se professor em direito constitucional.
O fim dos anos 1880 e início dos anos 90 foram os mais criativos de Korkunov. Junto com A.F. Koni e outros advogados proeminentes, ele trabalhou no jornal "Crônica Jurídica", de 1890 a 1892, publicada mensalmente em São Petersburgo. Korkunov foi membro do conselho jurídico da sociedade universitária, foi vice-presidente administrativo de sua universidade, e foi membro do Sindicato de Assistência Mútua à Autores Russos. Suas atividades sociais e acadêmicas atraíram a atenção do governo, e em 1893 Korkunov foi nomeado membro da comissão de codificação do direito Finlandês. 
Em 1895, tornou-se Secretário de Estado do Conselho de Estado. No entanto, em 1897, por causa de uma grave doença, ele deixou a Universidade de São Petersburgo e o Conselho de Estado. 
Nikolay Mikhailovich Korkunov não chegou a vivenciar a Revolução Russa nem o estabelecimento do Parlamento, tendo falecido no dia 10 de Dezembro de 1904. Está enterrado no Cemitério Ortodoxo Smolensk.

## Conceitos Sociológicos do Direito Constitucional
Caracteristicamente, os trabalhos de Korkunov costumavam ter uma abordagem sociológica ao estudo do fenômeno da relação entre o estado e o direito.
Suas ideias jurídicas eram baseadas nos desenvolvimentos de fenômenos sociais. Ele criticou a dominante escola jusnaturalista, argumentando com veemência a favor de uma rígida delimitação de jurisprudência dogmática na sociologia do direito e na história do direito. As obras de Korkunov sobre história e sociologia desempenharam um papel importante para o direito russo, pois ele rejeitou as autoridades jurídicas Alemãs e apontou os fenômenos específicos da política e do direito Russo, muitas vezes contrariando os ensinamentos convencionais.
Segundo Korkunov, o direito não consiste apenas em proteger interesses, mas também em distinguí-los. A distinção de interesses, que é o conteúdo de normas jurídicas, é feito em duas formas:
1. Ao dividir os interesses como parciais e individuais.
2. Ao adaptar os interesses para o uso coletivo.

Korkunov determinava assim a diferença entre o direito público e o privado.
Em relação direta à esta interpretação, que remove o elemento do livre arbítrio do conceito do direito, a doutrina da natureza jurídica do estado e do poder estatal , esboçada na primeira edição de "Palestras", já forma um sistema completo com sua monografia "Decreto e Lei", de 1894. 
Korkunov enfrentou a visão ortodoxa do poder como uma única vontade a dominar os cidadãos de um estado. Em sua opinião, esta "teoria voluntária do poder", herdada pela ciência jurídica da escola medieval, e desconhecida pelos maiores pensadores da antiguidade, devia ser reconhecida como insustentável. No seu conceito, a administração presumia consciência não do lado ativo, não do governo, mas do passivo, do subordinado. O poder do estado não é uma vontade, mas uma força que surge da consciência do povo, de sua dependência do estado como uma união social na qual a paz se estabelece por força.
Korkunov definia seu ponto de vista do poder do estado na filosofia jurídica como "realismo subjetivo", opondo, de um lado, o realismo objetivo - que identifica o poder como a vontade pessoal do governante - considerado por ele "inocente", e, do outro lado, o idealismo objetivo metafísico - que reconhece o poder como a vontade do estado, como sujeito especial, diferente de seus constituintes individuais. Na interpretação do realismo subjetivo o estado não é uma personalidade, mas uma relação jurídica na qual os sujeitos do direito são participantes na comunicação estatal, que começa com o governante e termina com o último cidadão, e o estado em si serve como objeto para ser usado à sua disposição. 
Essa visão de poder está atrelada à interpretação do autor sobre a teoria da separação dos poderes. O reconhecimento do estado como a vontade coletiva refutava a objeção que os advogados alemães usavam contra a teoria de Montesquieu - que era incompatível com a vontade unificada do estado.
O surgimento do princípio de separação dos poderes de um governo, na opinião de Korkunov, explica o reconhecimento do direito independente do governo para criar leis em uma ordem administrativa.  O estabelecimento de normas jurídicas em duas formas - em legislação e em ordens do governo (decretos) - serve apenas como manifestação da compatibilidade do poder. A restrição mútua do órgãos governamentais é fundamental, já que decretos apenas têm efeito vinculativo se não opuserem nenhuma lei. Ademais, a verdadeira garantia da correlação entre decretos e leis não está na existência dos representantes do povo nem da responsabilidade dos ministros, mas do direito dos tribunais de verificar a legalidade dos decretos.
Ou seja, ele aponta que as instituições de representação do povo e de responsabilidade do governo perante o parlamento são de importância secundária, e a principal garantia de legalidade deve ser um tribunal independente, com o direito de verificar as leis de todos os regulamentos do governo.
Portanto, Kornukov argumentava que a separação do legislativo e executivo era possível em uma monarquia absoluta. Assim, ele desenvolveu suas ideias sobre o estado de direito, e buscou aplicá-las às condições autocráticas na Rússia.
Segundo Korkunov, para que as leis possam ser justas, e para que os tribunais possam resolver contradições entre decretos e leis, e proteger os direitos civis na Rússia, não é necessário conceder direitos políticos aos  sujeitos políticos, nem criar órgãos representativos que limitam o poder do autocrata. Na Rússia, deve-se ter um monarca que "concentre em suas mãos o poder integralmente, mas exercendo-o corretamente". 
As atividades acadêmicas de Korkunov começaram em uma época onde o positivismo se consolidava cada vez mais na filosofia jurídica Européia, que, de acordo com ele, abriu novas vertentes não só para a filosofia, mas também para jurisprudência. A partir dos princípios do positivismo filosófico, ele insistiu na necessidade de reestruturar sua jurisprudência, prestando atenção especial aos três aspectos do problema: os deveres, os sujeitos, e o método do direito. Ao refletir sobre os deveres do direito, Korkunov, seguindo o pensamento do eminente jurista alemão Rudolf von Ihering, argumentava que o jurista deveria investigar os fenômenos reais da realidade jurídica, e não apenas fabricações. Ao assumir este posicionamento, criticou A.D. Gradovsky ao dizer que "ele é afetado pelo desejo de apresentar não o que realmente ocorre, mas uma realidade idealizada." Em sua reformulação dos problemas jurídicos, Korkunov dizia que era de extrema importância considerar tanto o estado atual da ciência jurídica, como suas capacidades. 
Korkunov foi um dos representantes da Academia Russa de Ciências (como N.K. Mikhailovsky, M.M. Kovalesky, N.I. Kareev, entre outros) que era veementemente contra a explicação de problemas sociais utilizando a biologia, como alguns de seus contemporâneos insistiam, e defendia a convergência das ciências sociais com a psicologia. Em suas publicações, ele não apenas usava a categoria "mental", mas a interpretava no contexto da "interação social". "Mental", ele insistia, não é reduzida a consciência individual, mas sim um produto da atividade coletiva espiritual e mental dos povos. 
N.M. Korkunov foi um dos primeiros acadêmicos  a chamar atenção para a necessidade de uma análise abrangente do mecanismo psicológico do direito. Ele atribuiu importância fundamental ao estudo de questões sobre como uma pessoa percebe normas, porque as reconhece e não reconhece outras, e sobre o papel de suas idéias subjetivas na formação da jurisprudência. A interpretação do direito como uma influência psicológica mútua veio a direcionar o pensamento russo sobre jurisprudência.
Ele enfatizou que "os sucessos das ciências naturais devem influenciar a ciência jurídica, mas esta influência deve ser limitada apenas por uma mudança correspondente na formulação científica das questões, e não por suas soluções diretas."
A Jurisprudência, na opinião de Korkunov, deveria focar na aplicação de pesquisas científicas predominantemente históricas, comparativas, e críticas de dogmas. Korkunov deu uma fez duras críticas ao livro do célebre advogado A.V. Romanovich-Slovotinsky, "Manual de Estudos do Direito Russo", no qual há 'elementos dogmáticos', mas "as críticas aos dogmas não tiveram seu devido espaço". Porém, em suas próprias pesquisas, Korkunov usou uma abordagem sistemática em seus primeiro livro "Direito Constitucional Russo", seu primeiro sobre a jurisprudência nacional.
Várias posições teóricas apresentadas por Korkunov continuam sendo amplamente debatidos no âmbito jurídico Russo. Considerando a questão da correlação entre o direito e a moralidade, Korkunov argumentava que com base em normas morais, é feito uma avaliação de interesses, e com base nas normas jurídicas, é feito um distinção entre esses interesses. Normas jurídicas, diferente das morais, que distinguem entre o bem e o mal, indicam apenas o quanto nós temos ou não o direito de exercer nossos interesses quando eles entram em conflito com os interesses de outrem. A proteção dos interesses envolve escolher a melhor forma de executá-los, ou seja, o governo deve controlar os meios para distinguir entre os interesses e suas colisões mútuas.
A interpretação de Korkunov em relação às fontes do direito é original. Ao lidar com incidentes práticos, segundo ele, os tribunais devem aplicar as leis como uma só obra lógica, apesar das contradições na legislação.
As escolhas que a prática jurídica faz na presença de tais contradições é de uma natureza criativa. Isto é, o problema de reconhecer a prática jurídica como fonte do direito não é reduzida à questão de criação de normas por uma corte. Esse é o segundo aspecto do problema - quais decisões deveriam ser tomadas em casos específicos dentro do escopo da legislação existente. Assim, o reconhecimento da prática jurídica como uma fonte de direito não significa a justificação de arbitrariedade jurídica. 
Investigando o "problema da relação entre a prática jurídica e o direito, Korkunov isolou alguns de seus aspectos. Primeiro, ele via a prática jurídica como uma das fontes de direito, e, a partir desta premissa, era diferente de costumes e jurisprudência. Segundo, a prática jurídica lhes opunha pelo chamado "direito teorético" - representações de um direito "que ainda não funciona, mas que existe na mente das pessoas, e que irá influenciar suas relações, o desenvolvimento de costumes, jurisprudência, e legislação de uma forma ou de outra." E, terceiro, de acordo com seu conceito do direito como a união do direito objetivo e do direito subjetivo, o direito como um todo age como oposição aos relacionamentos jurídicos que poderiam surgir perante ele mesmo. Tentando combinar as conquistas do positivismo jurídico com o sociológico, Korkunov demonstrou cuidado ao criticar suas falhas. 
Korkunov foi um dos primeiros acadêmicos a examinar o direito no chamado escopo amplo. Em alguns casos, sua interpretação aparecia como uma combinação de direito positivo e consciência jurídica, em outros, como uma combinação de direito objetivo e direito subjetivo. Estas construções teoréticas claramente não cabiam no escopo do positivismo jurídico. Analizando as contradições entre os sentidos individuais da justiça e do direito, o jurista enfatizou que o direito é sempre mais rico e mais completo que a justiça, que não era capaz de cobrir todo o alcance das relações jurídicas possíveis. Portanto, as contradições devem ser guiadas pelo direito. 
Korkunov ligava a história do pensamento jurídico com problemas da teoria jurídica, em seus estudos. Um dos primeiros contribuintes à literatura Russa pré-revolucionária, Korkunov explorou detalhadamente a história do desenvolvimento científico dos problemas jurídicos na Rússia. Ele opôs a depreciação do papel da jurisprudência nacional no desenvolvimento histórico da jurisprudência. "Ao advogado Russo", enfatizava ele, "É vergonhoso não conhecer nossos antecessores, tenham eles feito muito ou pouco, nós deveriamos saber. Aliás, apenas podemos reclamar para um pequeno número de pessoas que se dedicaram ao estudo científico qualitativo do direito. Korkunov chamou atenção à conexão entre a pesquisa científica e clima geral da época, e buscou revelar os aspectos humanistas das visões de outros juristas Russos.
Korkunov foi um dos primeiros juristas Russos que incluiram problemas sociológicos em suas palestras sobre o estado e direito. Sua teoria sociológica era baseada no reconhecimento da divisão de classes na sociedade, e que o estado agia como uma instituição de reconciliação para as classes, assim unindo a sociedade.    
Ele escreveu que "Nem os estado, nem a igreja, nem a nacionalidade, nem uma dada classe social, nem comunidade, nem a comunidade ou família, poderá completamente subordinar-se ao povo porque todos devem se submeter juntos". Como um indivíduo não é apenas um membro da sociedade, mas também de várias alianças sociais, as autoridades do estado tem limites impostos às suas atuações. Isto deveria determinar a natureza dos direitos civis, que é "uma condição necessária para o desenvolvimento progressivo da vida estatal e particularmente do poder do estado.
Korkunov foi um dos poucos advogados oficiais que opuseram a suspensão das reformas feitas durante o reino de Alexandre II. Korkunov dividiu os direitos civis entre públicos e privados, entre os quais há uma ligação indissolúvel. Sem liberdade pessoal, segundo ele, não poderia haver liberdade social. Ele se preocupava com o problema das garantias práticas dos direito civis, mas na sua opinião, estas garantias deveriam ter uma natureza predominantemente jurídica. Ele julgava necessário priorizar o desenvolvimento de leis que detalhassem a defesa dos direitos civis. Ele se indignava com o controle policial até de reuniões familiares ou entre amigos. Korkunov frisava que a intervenção das autoridades na vida das pessoas não poderiam ser justificadas por 'necessidade'. Nestas condições, em contraste com B.N. Chicherin e um grande número de jurista eminentes, ele não apoiou restrições sobre os direitos dos cidadão mesmo em condições de emergência. Críticas duras de Korkunov surgiram sobre o sistema de censura czarista, limitando a liberdade de consciência e sobretudo, prevenindo o ateísmo.
Não obstante, Korkunov não pensava que o estado poderia, sob qualquer circunstância, interferir na vida dos membros da sociedade. A horrível fome de 1891-1892 na Rússia deu força ao seu argumento. As proporções da fome foram agravadas pelas políticas da autocracia, como as condenações públicas de Alexandre III àqueles que voluntariamente ajudavam os famintos. Korkunov foi o primeiro acadêmico Russo a abandonar a teoria de um estado autoritário, que reduzia o papel do estado à proteção exclusiva de direitos individuais. Segundo ele, o estado deveria servir à toda a sociedade, e não apenas a alguns indivíduos. 
Além dos direitos civis, Korkunov destacou os direitos políticos, considerando-os direitos de exercer poder. Em sua visão, o escopo dos direitos políticos é determinado pela forma de governo. Ele acreditava que sob a autocracia, a única forma de participação do sujeitos na vida política seria um serviço público baseado nos princípios de classe. Korkunov argumentou contra a autocracia, dizendo que o governo teria sempre que decidir entre recrutar os melhores indivíduos para suas funções, ou os interesses partidários. O melhor sistema, segundo Korkunov, era o de representação por eleição, que corresponde ao propósito principal de qualquer representatividade: proteger as atividades das instituições estatais da estagnação, de rotinas, e subordinando-as aos interesses vitais da sociedade. Simultaneamente, Korkunov opôs o sistema de eleições majoritárias, defendendo que apenas a representação proporcional reflete o equilíbrio real das forças da sociedade. Ele via todos os tipos de censura como manifestações de restrição da sociedade. 
Korkunov rejeitava a visão amplamente aceita em seu tempo, de que apenas o governo deveria participar em assuntos do estado. Ele rejeitou esta ideia dizendo que "todos os interessados na conduta correta do governo podem e devem participar em atividades políticas. 
Korkunov foi um dos grandes defensores de uma interpretação rígida do estado de direito. Cada órgão estatal independente apenas tem o poder que a lei lhe confere. Disso, ele concluiu que o sujeito só deve obedecer ordens de cima se estiverem legitimamente de acordo com as leis. Reconhecimento de instruções ilegais, frisava ele, levaria à substituição da legalidade pela lei da arbitrariedade. A decisão sobre a legalidade destas instruções deveriam ser levadas aos tribunais, o que não suspenderia a execução de instruções dos órgãos estatais.
Diferente de A.D. Gradovsky, Korkunov não compartilhava da visão que a legitimidade era objetivamente inerente à monarquia Russa. Logo, ele considerava necessário prestar atenção especial aos meios de exercício da defesa das leis. A legalidade, ele apontou, é assegurada pela separação da legislação da administração, pela organização de instituições individuais, pela seleção de seu pessoal, e pelo estabelecimento de limites ao poder. Korkunov não concordava que o centro da teoria de separação dos poderes era a separação dos poderes legislativo, executivo, e judiciário uns dos outros. A tarefa dessa teoria era distribuir as funções dos poderes, em suas restrições mútuas. Tal medida poderia ser alcançada de formas diferentes: dividindo as funções entre o legislativo, o executivo, e o judiciário, depois implementando a mesma função a vários órgãos (por exemplo, duas câmaras no parlamento) e a realização de várias funções pelo mesmo órgão, mas de formas diferentes (por exemplo, a publicação de normas e de leis). Não há estado, segundo Korkunov, onde o legislativo, executivo, e judiciário sejam rigorosamente separados. 
Ao perceber que até a organização do poder mais perfeita não resolveria completamente a questão de assegurar a legalidade, Korkunov levantou a questão de criar a justiça administrativa na forma de um sistema de tribunais independentes.
Korkunov não considerava opostos os processos históricos da Europa Ocidental ao da Rússia. Ele não concordava com os eslavófilos, que viam o desejo do povo por governos democráticos como o mais grave pecado. Korkunov nunca falou diretamente contra a autocracia, mas buscava aplicar a ela a ideia de um estado de direito, considerando necessária a introdução de uma constituição na Rússia. O ideal para ele era o 'monarca iluminado' - um reformador que concentra todo o poder supremo integralmente, mas que o exerce com justiça e responsabilidade. Korkunov, assim como outros representantes do pensamento político liberal, esperava uma transformação pacífica do absolutismo numa monarquia contitucional. Como liberal, através de uma consideração do papel da personalidade na sociedade, ele criticou a autocracia por ser incapaz de assegurar direitos e liberdades. Nenhum outro professor fazia críticas tão ousadas às instituições estatais arcaicas da Rússia. 
Todas as atividades públicas e acadêmicas de Korkunov foram marcadas pela 'luta da liberdade jurídica'. Mas acabou se desiludindo. Ao final de sua carreira, concluiu que "dar a uma pessoa a liberdade jurídica, sem que ela tenha meios materiais para usufruir dela, muito frequentemente tem o resultado indesejável da fome". 
Korkunov afirmou que sua criatividade científica não participava de nenhuma tradição científica. Seus ensinamentos eram uma síntese das ideias do positivismo, sociologia e psicologia, e nos últimos anos de sua vida, algumas ideias do marxismo. O que ele sempre buscava era a verdade, e por isso considerava impossível se atrelar a uma tradição acadêmica. 

## Obras Selecionadas
- Palestras sobre a enciclopédia do direito, читанные проф. de DTSS. universidade de N. М. Коркуновым em 1879/80 acad. ano. — Predefinição:СПб.: lit. Пазовского, [1880] — 232 с.
- Sobre o estudo científico do direito. — Predefinição:СПб., 1882
- Palestras sobre a teoria geral do direito.  — 8-ed.  — Spb.: Ed. Ure. Kn. O mago. N. К. Martynov, 1908.  — 354, X с.
- Direito internacional: Palestras, читанные da academia jurídica. — Predefinição:СПб.: Edição Tenente Шидловского, 1886. — 344 с.
- Palestra na Escola Imperial Alexander. Valor social do direito. — Predefinição:СПб.: Maquina De Р. Голике, 1892. — 20 с.
- Um comparativo entre ensaio estadual de direitos de potências estrangeiras. A primeira parte, o Estado e seus elementos. — Predefinição:СПб.: Maquina De М. М. Стасюлевича, 1890. — 163 с.
- Russo estado de direito.  — 6-ed.  — Spb.: O tipo. М. М. Стасюлевича, 1909.  (sobreviveu oito edições)
  - Volume I. Introdução e parte geral.  — VI, 623 с.
  - Volume II. Parte especial.  — IX, 739 с.
- O decreto e a lei: um Estudo.  — Spb.: Maquina De М. М. Стасюлевича, 1894.  — 408 с. (tese de Doutorado)
- História da filosofia do direito: um guia para conferências.  — 6-ed.  — Spb.: O tipo. М. М. Стасюлевича, 1915.  — VI, 502 с.
- Proporcionais a eleição.  — 1-ed.  — Spb.: O tipo. М. М. Стасюлевича, 1896.  — 95 с.

Korkunov também publicava artigos jurídicos individualmente no jornal "Crônicas Jurídicas",  "Revista de Direito Civil e Direito Penal", "Revista do Ministério da Justiça", e "Jornal do Ministério da Educação". Estes artigos foram publicados em 1898, em especial, o "Manual de artigos 1877-1897", com uma bibliografia completa de suas obras.

## Poesia
- Коркунов Nicholas M. // enciclopédia britânica e a Efrom : em 86 т. (82 т. e 4 доп.).  — Corpos-de-prova, 1890-1907.
- Predefinição:Из БСЭ
- Экимов А. И. Коркунов (a Partir da história política e jurídica do pensamento). — М.: Юрид. lit., 1983. — 96 с.
- Зорькин В. Д. Teoria de direito N. М. Коркунова // Jurisprudência.  — 1978.  — N º 3.  — С. 80-86.